# 森長生
森 長生（もり ながなり）は、播磨国赤穂藩3代藩主。

## 略歴
元禄4年（1691年）閏8月13日（または元禄11年（1698年））、赤穂藩重臣の各務利直の長男として生まれる。
享保8年（1723年）に第2代藩主・森長孝が死去したため、その養子として家督を継いだ。そして12月28日に従五位下・越中守に叙位・任官する。
享保16年（1731年）6月26日に死去した。享年41（または34）。跡を弟で養子の政房が継いだ。

## 系譜
- 父：各務利直
- 母：有馬氏（寛政重修諸家譜）、森正方の娘於嶋（森家大系図）
- 養父：森長孝（1694-1723）
- 正室：浅野綱長の娘
- 養子
  - 男子：森政房（1710-1747） - 各務利直の六男